# Andrew Goodwin
Andrew Goodwin (né en 1978 à Sydney, Australie) est un ténor australo-russe.

## Biographie
Andrew Goodwin étudie au Conservatoire de musique de Saint-Pétersbourg (1999-2005). Il fait ses débuts au Conservatoire Théâtre en 2005, dans Eugène Onéguine de Tchaïkovski. Il entreprend alors une carrière en Australie et en Europe. Sur la scène internationale, il parait à Londres, Paris, Tel Aviv, et Sydney.